# Sadova (Suceava)
Sadova é uma comuna romena localizada no distrito de Suceava, na região de Bucovina. A comuna possui uma área de 68.06 km² e sua população era de 2459 habitantes segundo o censo de 2007.